# Liste der portugiesischen Botschafter in Palästina
Die Liste der portugiesischen Botschafter in Palästina listet die Botschafter der Republik Portugal in den Palästinensischen Autonomiegebieten auf. Sie unterhalten seit 1999 diplomatische Beziehungen. Am 18. Oktober 1999 nahm das portugiesische Vertretungsbüro in Ramallah die Arbeit auf.

## Missionschefs
| Name                                                  | Bild      | Amtszeit                              | Anmerkungen                                     |
| Palästina                                             | Palästina | Palästina                             | Palästina                                       |
| ----------------------------------------------------- | --------- | ------------------------------------- | ----------------------------------------------- |
| António Jorge Jacob de Carvalho                       |           | 19. Mai 1999 –18. Oktober 2000        |                                                 |
| Joaquim José Ferreira da Fonseca                      |           | 19. Oktober 2001 –10. Februar 2005    |                                                 |
| Vera Maria Fernandes                                  |           | 16. März 2005 –16. Dezember 2006      |                                                 |
| Jorge Ryder Torres Pereira                            |           | 13. März 2007 –20. Dezember 2010      |                                                 |
| Jorge Eduardo Perestrello Botelheiro Lobo de Mesquita |           | 22. Dezember 2010 –21. Juni 2013      | Missionschef, am 26. Mai 2011 akkreditiert      |
| Jorge Eduardo Perestrello Botelheiro Lobo de Mesquita |           | 20. September 2013 –3. September 2014 | Sondermission im öffentlichen Dienst            |
| Mário Pedro de Sousa Caneira Abreu de Almeida         |           | 10. September 2014 –31. August 2017   | Missionschef, am 10. Dezember 2015 akkreditiert |
| Rui Alberto Carvalho Baceira                          |           | 26. Januar 2018 –4. Dezember 2018     | Missionschef, am 5. Februar 2018 akkreditiert   |
| Fernando Demée de Brito                               |           | seit 29. März 2019                    | Missionschef                                    |